# José Antonio Agudelo Gómez
José Antonio «Tomate» Agudelo Gómez (Don Matías, Antioquia, 7 d'agost de 1959) va ser un ciclista colombià que fou professional entre 1985 i 1989. Va guanyar una etapa a la Volta a Espanya i diferents curses a Amèrica com amateur.

## Palmarès
- 1981
  - Vencedor d'una etapa de la Volta a Colòmbia
- 1982
  - 1r a la Volta a la Independència Nacional
- 1983
  - 1r a la Volta a Costa Rica
  - Vencedor d'una etapa de la Volta a Colòmbia
- 1984
  - 1r a la Volta a la Independència Nacional
- 1985
  - Vencedor d'una etapa de la Volta a Espanya
  - Vencedor d'una etapa del Tour de l'Avenir

### Resultats al Tour de França
- 1984. 19è de la classificació general
- 1985. Fora de temps (8a etapa)
- 1986. 33è de la classificació general

### Resultats a la Volta a Espanya
- 1985. Abandona (18a etapa). Vencedor d'una etapa
- 1986. Abandona (15a etapa)
- 1988. 44è de la classificació general
- 1989. 92è de la classificació general